# Jeffrey Wigand
Jeffrey Wigand (New York, 17 dicembre 1942) è un biochimico statunitense ed ex vicepresidente del reparto ricerca e sviluppo della Brown & Williamson, un'azienda con sede a Louisville, nel Kentucky, attiva nell'industria del tabacco, dove si occupava in particolar modo dello sviluppo di sigarette il meno dannose possibile per la salute.
Wigand tiene conferenze in qualità di esperto sui vari problemi legati all'uso del tabacco e dedica parte del suo tempo all'organizzazione no-profit Smoke-Free Kids Inc, la quale è impegnata nell'aiutare i giovani a non fare uso di prodotti del tabacco.

## Biografia
Jeffrey Wigand nacque nella città di New York e trascorse la sua infanzia dapprima nel Bronx e poi a Pleasant Valley, nella contea di Dutchess, sempre nello stato di New York. Dopo un breve periodo nell'esercito (compreso un breve soggiorno in Vietnam), Wigand ottenne una laurea in biochimica e un conseguente dottorato di ricerca sempre in biochimica presso l'Università di Buffalo. Qui nel 1970 incontrò anche la sua prima moglie, Linda, partecipando ad un corso di judo. 
Prima di iniziare a lavorare per la Brown & Williamson, Wigand lavorò per diverse industrie farmaceutiche, come la  Pfizer e la Johnson & Johnson. In aggiunta a questo, fu anche direttore generale e direttore del marketing della  Union Carbide in Giappone e vicepresidente senior alla Technicon Instruments.
Wigand entrò alla Brown & Williamson nel gennaio 1989 e fu da questa licenziato il 24 marzo 1993. Secondo la sua versione, egli fu licenziato in quanto a conoscenza del fatto che i dirigenti di alto rango della società avevano scientemente approvato l'aggiunta di additivi chimici alle misture di tabacco utilizzate nelle sigarette, come la cumarina, di cui era nota la carcinogenicità o la capacità di creare dipendenza. In seguito a tale licenziamento, Wigand andò ad insegnare chimica e giapponese alla scuola superiore duPont Manual di Louisville, in Kentucky, e nel 1996 fu addirittura nominato insegnante dell'anno per lo stato del Kentucky.
Wigand divenne internazionalmente conosciuto come whistleblower il 4 febbraio 1996, quando apparve in un'intervista rilasciata al programma di inchiesta della CBS 60 Minutes dove affermò che la Brown & Williamson aveva intenzionalmente manipolato le sue misture di tabacco aggiungendo composti chimici, come l'ammoniaca, aventi la funzione di aumentare l'assorbimento della nicotina da parte del consumatore e quindi di aumentare la dipendenza di questo dalla sostanza. Wigand affermò anche di aver subito intimidazioni e di essere stato anonimamente minacciato di morte se avesse rivelato quanto di sua conoscenza.
Oggi Wigand non insegna più a scuola, bensì tiene conferenze in tutto il mondo sui problemi derivanti dall'uso di prodotti del tabacco, avendo come pubblico sia ragazzini che studenti di legge o medicina. Egli svolge inoltre attività di consulenza presso numerosi governi (la lista dei quali include Canada, Paesi Bassi, Scozia, Israele, Italia, Malta, Germania, Francia, Irlanda, Islanda e Giappone) sui metodi da adottare per combattere l'uso dei sopraccitati prodotti. 
Wigand è sposato con Hope Elizabeth May, una filosofa, scrittrice e avvocata americana che insegna alla Central Michigan University di Mount Pleasant, nel Michigan, dove la coppia risiede.

## Biopic
La sua vicenda è stata narrata nel film di Michael Mann del 1999 Insider - Dietro la verità, dove la sua parte è interpretata da Russell Crowe e che vede anche la partecipazione di Al Pacino e Christopher Plummer.